# Covões
Covões is een plaats (freguesia) in de Portugese gemeente Cantanhede en telt 2 468 inwoners (2001).

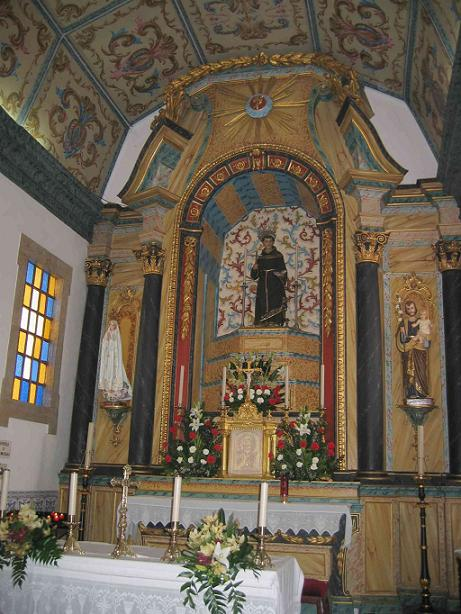